# David Bustill Bowser
David Bustill Bowser (Filadelfia, 16 gennaio 1820 – Filadelfia, 30 giugno 1900) è stato un pittore, ritrattista, artista ornamentale e attivista sociale statunitense afroamericano del XIX secolo. Disegnò le bandiere di battaglia per undici reggimenti afroamericani durante la guerra civile americana e dipinse i ritratti di importanti americani, tra cui il presidente degli Stati Uniti Abraham Lincoln e l'abolizionista John Brown. Politicamente attivo per gran parte della sua vita adulta, contribuì alla Underground Railroad e contribuì anche a garantire l'approvazione nel dopoguerra di una legislazione chiave per i diritti civili in Pennsylvania.
In qualità di figura di spicco del Grand United Order of Odd Fellows, ha disegnato le facciate e i costumi dell'organizzazione. La Pennsylvania Historical and Museum Commission ha descritto Bowser come un artista le cui “opere sono state le prime immagini positive e ampiamente viste degli afroamericani dipinte da un afroamericano”.

## Gli anni della formazione
Nato a Filadelfia, in Pennsylvania, il 16 gennaio 1820, David Bustill Bowser era nipote di Cyrus Bustill (1732-1806), un ex schiavo che aveva acquistato la libertà e che divenne membro fondatore della Free African Society di Filadelfia, e figlio del proprietario di uno stabilimento di lavorazione delle ostriche Jeremiah Bowser (1766-1856), la cui libertà era stata acquistata da un gruppo di quaccheri di Filadelfia dopo essere stato arrestato per essere uno schiavo fuggitivo.
Membro dell'importante famiglia Bustill, era cugino e studente dell'artista Robert Douglass Jr. che si era formato all'Accademia di Belle Arti della Pennsylvania ed era stato allievo di Thomas Sully. David Bustill Bowser frequentò anche la scuola privata gestita dalla sorella di Douglass, Sarah Mapps Douglass.
Sposato con la stilista Elizabeth Harriet Stevens Gray (13 giugno 1831 - 29 novembre 1908), David Bustill Bowser e sua moglie furono i genitori dell'artista Raphael Bowser e di Ida Elizabeth (Bowser) Asbury (1870-1955), violinista e insegnante di musica. Rispettati per il loro impegno civico e la loro filantropia, David B. ed Elizabeth Bowser sostennero la loro famiglia disegnando e dipingendo striscioni, insegne, cappelli per uniformi e altre regalie per associazioni confraternali, gruppi politici e compagnie di pompieri volontari a Filadelfia e oltre.

## La metà del 1800 e la guerra civile americana

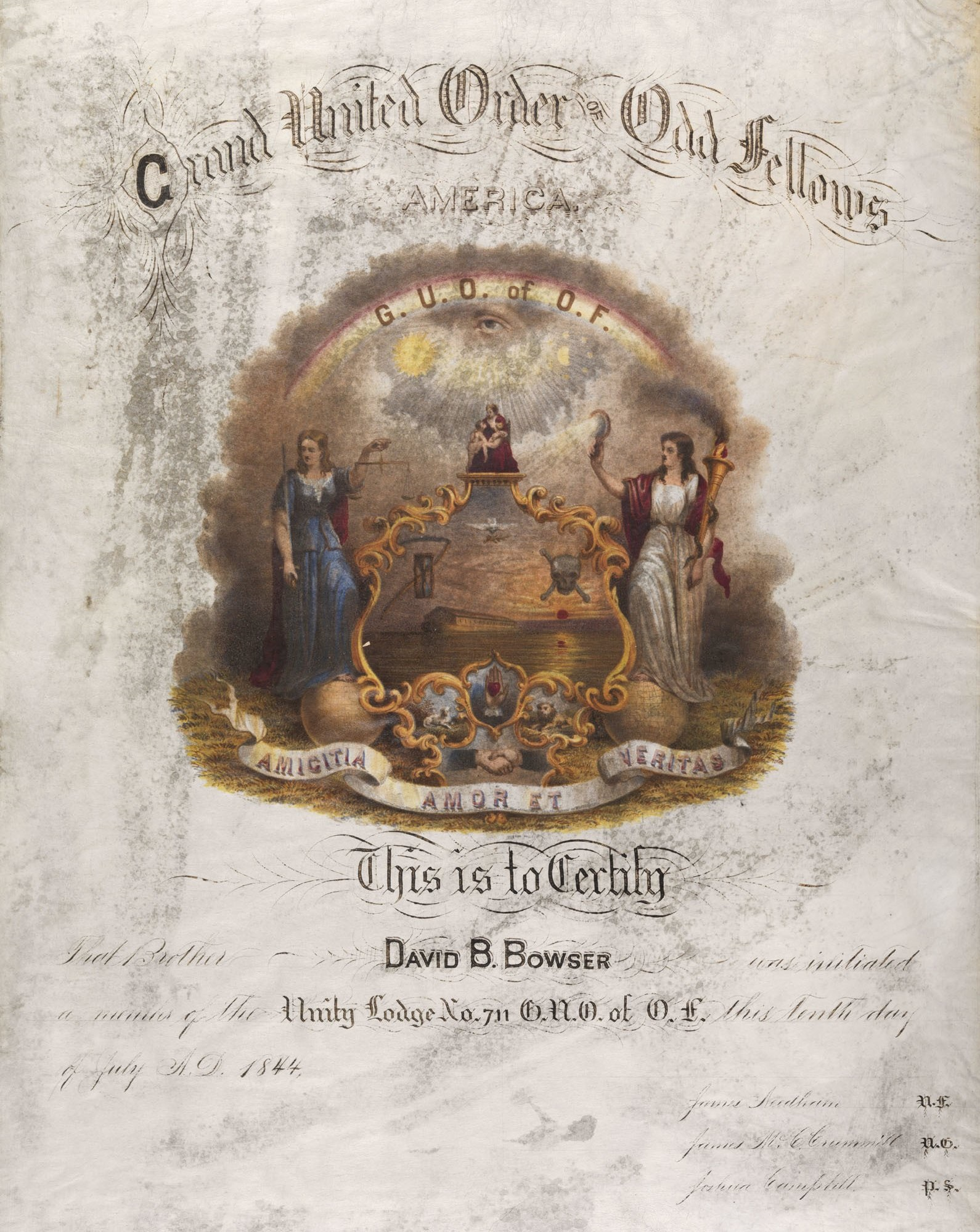
Certificato di adesione al Grand United Order of Odd Fellows di Bowser del 1844; Bowser ha probabilmente creato la cromolitografia al centro.

Negli anni quaranta del XIX secolo, Bowser dipinse striscioni per una vasta gamma di clienti, tra cui il Know Nothing Party, e ricevette l'incarico di dipingere il ritratto dell'abolizionista e imprenditore immobiliare Jacob C. White. Attivo negli sforzi di quel decennio per abrogare la clausola della Costituzione della Pennsylvania che proibiva ai neri di votare, Bowser e la sua famiglia si impegnarono a tal punto nel movimento abolizionista che la loro casa divenne una fermata della Underground Railroad. Nel 1858, la politica e la difesa si fondono con l'arte quando Bower dipinge il ritratto dell'abolizionista John Brown mentre Brown è in visita a casa Bowser. Nello stesso periodo, Bowser completò anche il suo dipinto, The Firebell in the Night (La campana di fuoco nella notte).
In questa fase della sua vita fu attivo con il Grand United Order of Odd Fellows. In qualità di Gran Maestro dell'Ordine di Filadelfia, il 17 ottobre 1859 tenne il discorso di apertura al Comitato mobile annuale del G.U.O. degli O.F. a Toronto, in Canada, mentre i membri celebravano il tredicesimo anniversario dell'organizzazione. Secondo i resoconti giornalistici, egli fu “ascoltato con molta attenzione e spesso applaudito con entusiasmo” mentre “definiva in termini eloquenti la natura del lavoro degli Odd Fellows - specialmente quel grande e principale principio che è la Carità” e “osservava il bene pratico realizzato dagli Odd Fellowship, nell'alleviare le sofferenze e nel concedere molti dei comfort della vita agli anziani e agli infermi dell'Ordine, così come nel conferire benefici alle vedove e agli orfani”.

Durante la Guerra civile americana, Bowser si unì a diversi altri membri di spicco della comunità afroamericana di Filadelfia per iniziare a reclutare soldati nel 1862, nell'eventualità che il governo federale permettesse l'arruolamento di un gran numero di soldati neri in seguito all'annuncio del Proclama di emancipazione del 1863 da parte del presidente Abraham Lincoln. All'inizio del 1863 Bowser fu incaricato di disegnare gli stendardi e le bandiere di battaglia per undici di questi reggimenti afroamericani, in preparazione del loro rispettivo raduno a Camp William Penn, che si trovava appena fuori Filadelfia.

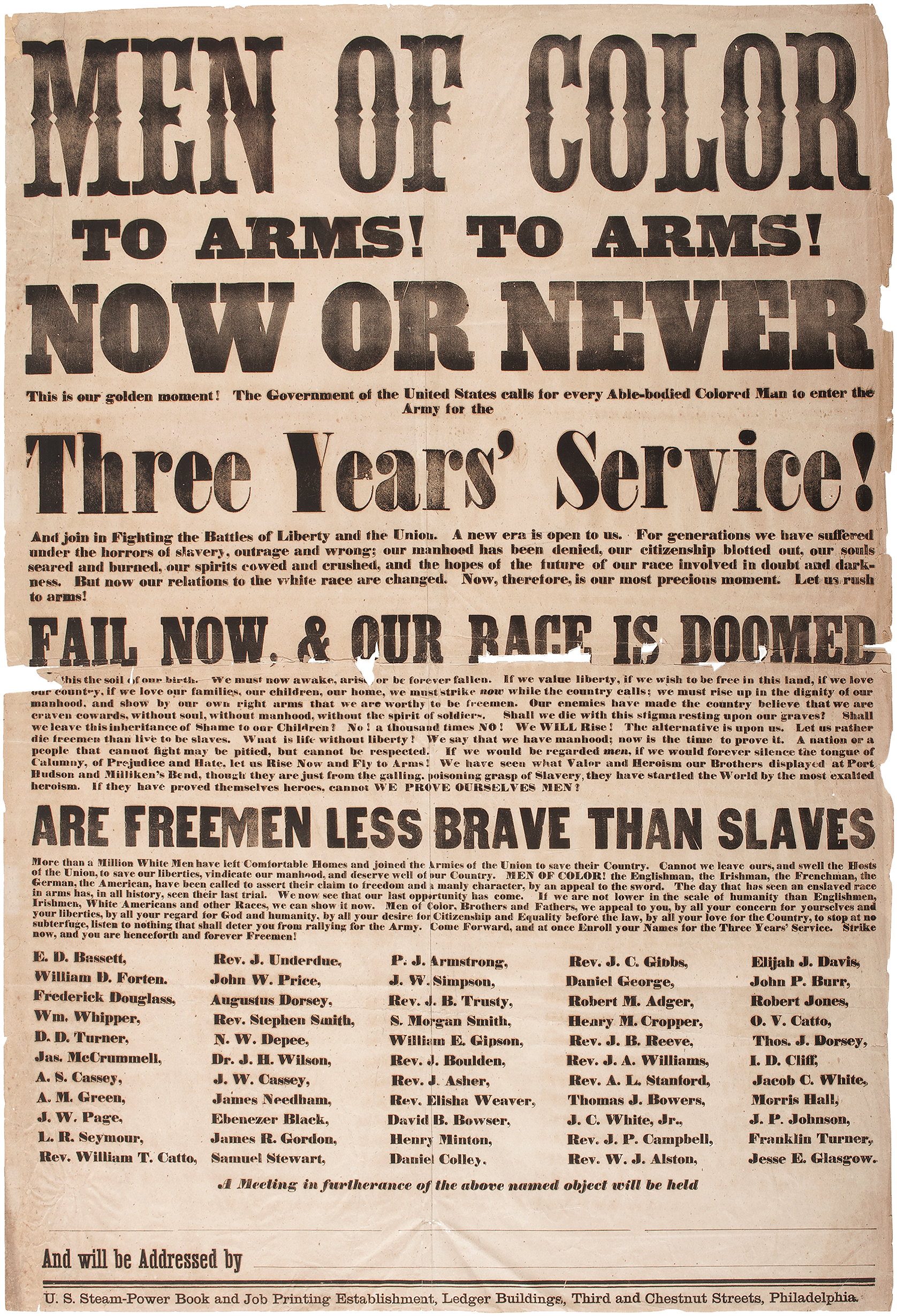
Nel 1863, Bowser fu tra i 54 leader della comunità nera di Filadelfia che firmarono il manifesto stampato di Frederick Douglass, che invitava gli uomini di colore ad arruolarsi nell'esercito degli Stati Uniti dopo il Proclama di Emancipazione.

Il lavoro di Bowser sul primo stendardo fu pagato grazie a una commissione assegnata dalla Contraband Relief Association (CRA), un'organizzazione guidata da Elizabeth Keckley, l'ex schiava che divenne la sarta di Mary Todd Lincoln. La CRA la consegnò ai capi della 1st United States Colored Infantry. Per quanto riguarda le altre bandiere di battaglia disegnate da Bowser, gli storici della Pennsylvania Historical and Museum Commission fanno notare che:
Il 127° e il 3º reggimento marciano con striscioni che recitano: “Ci dimostreremo uomini” e “Piuttosto morire liberi che vivere schiavi”. Sotto di essi soldati neri proteggono donne bianche che rappresentano la Colombia, simbolo della Repubblica. Lo stendardo del 45°, che proclama “Una sola causa, un solo Paese”, mostra un soldato nero che tiene con orgoglio una bandiera americana davanti a un busto di George Washington, mentre le truppe nere combattono sullo sfondo. Lo striscione del 24ª mostra un soldato nero che sale su una collina, con le braccia aperte in preghiera, sotto le parole “Che i soldati in guerra siano cittadini in pace”.

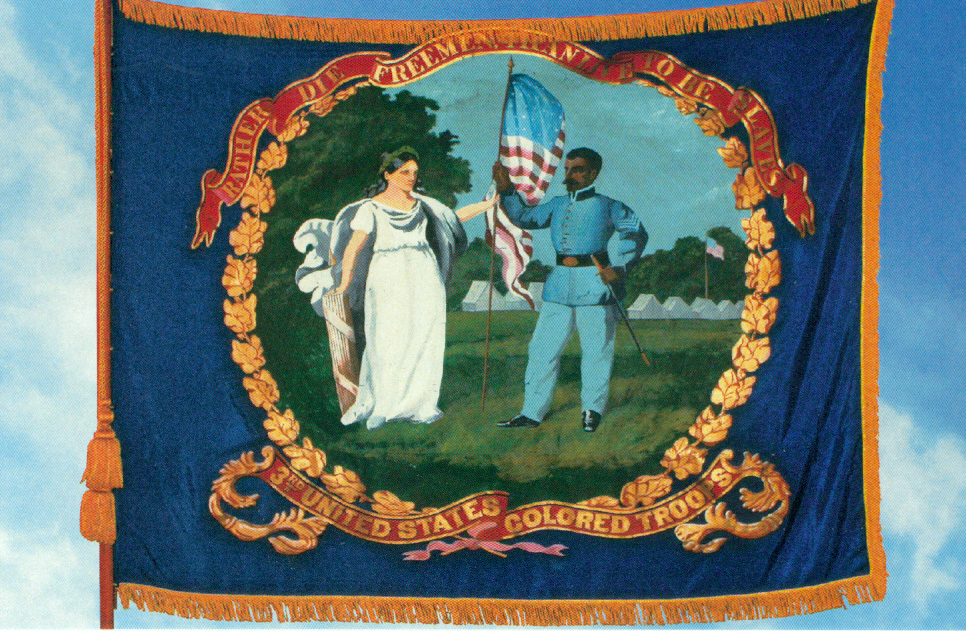
1863, bandiera del 3° United States Colored Troops.
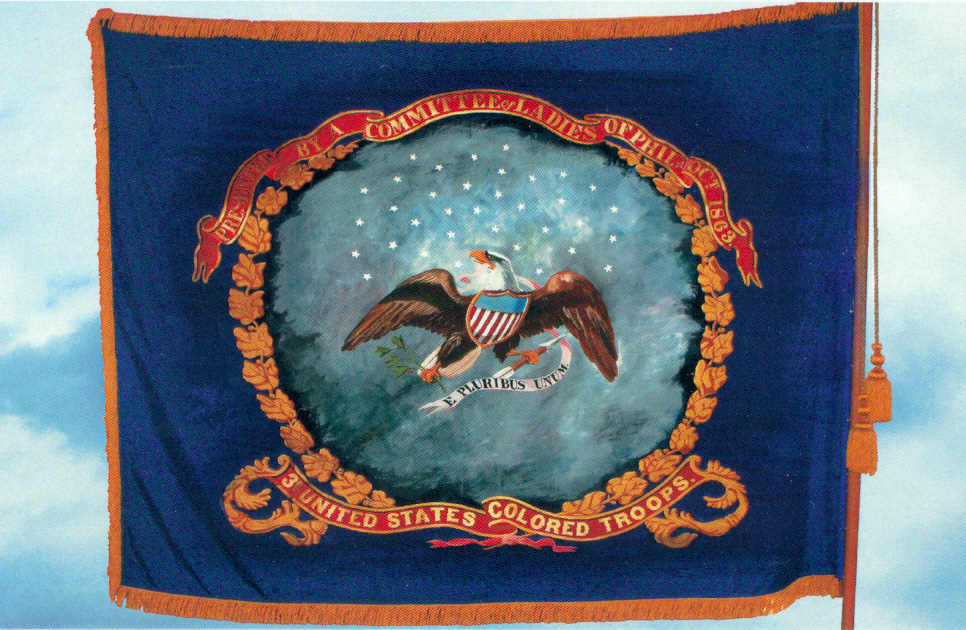
1863, retro della bandiera del 3rd United States Colored Troops (retro).
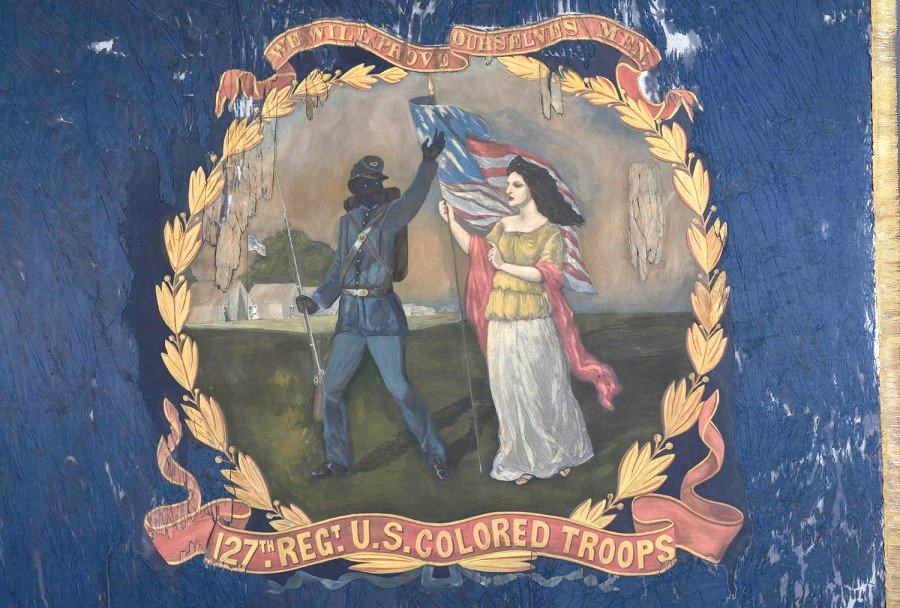
Bandiera del 1864 del 127º Fanteria Colorata degli Stati Uniti.

Per lo stendardo del 22° USCT, Bowser raffigurò un soldato nero che puntava “una baionetta al petto di un confederato che ha lasciato cadere la sua bandiera e che sta gettando via la sua spada”, sotto le parole “Sic semper tyrannis” (“così sempre ai tiranni”), una frase che avrebbe assunto un significato completamente diverso due anni dopo, quando fu gridata da John Wilkes Booth dopo il suo assassinio di Lincoln al Ford's Theatre.

Inoltre Bowser fu impegnato nella pianificazione e nella presentazione di diversi grandi raduni di afroamericani a Filadelfia durante l'estate del 1863. L'evento del 24 giugno, che iniziò alle 20.00 alla Franklin Hall sulla Sesta Strada sotto l'Arco, fu organizzato per aumentare il sostegno al reclutamento di soldati neri da parte dell'esercito dell'Unione. Un altro evento, il 6 luglio, riempì la National Hall di Filadelfia con una folla di soli posti in piedi. Secondo il Filadelfia's Press, “moltissime persone del pubblico erano bianche e sembravano tutte interessate ai lavori”. Il primo oratore, l'onorevole William D. Kelley, iniziò annunciando che “l'esercito ribelle della Virginia non c'è più”, che la Virginia era “d'ora in poi assicurata alla libertà” e che “non avrebbe più condotto ragazze dagli occhi blu o robusti uomini neri al mercato degli schiavi”. Ripetutamente interrotto da forti applausi, Kelley “chiese poi agli uomini di colore di smettere di indossare stivali neri... per impegnarsi nel glorioso lavoro della guerra”, aggiungendo che “non voleva che si dicesse di tutti i reggimenti di colore della Pennsylvania che non c'erano filadelfiani al loro interno”. Lo seguì l'abolizionista e oratrice Anna Elizabeth Dickinson. Enumerando le recenti perdite e vittorie dell'Unione, disse alla folla: "Se il Nord avrà successo, se l'Unione avrà successo, sarà perché tutti gli uomini avranno combattuto per le stelle e le strisce. Questa guerra non è per gli uomini bianchi o di colore, o per la bandiera, o per una vittoria militare, ma è una guerra di democrazia contro l'aristocrazia, una guerra di libertà contro la schiavitù”. Una lunga risoluzione del professor E. D. Bassett proclamava: "Uomini di colore, alle armi, ora o mai più!", e descriveva l'epoca attuale come "un momento d'oro". Anche Frederick Douglass si alzò per parlare e tenne un lungo discorso in cui rifletté sulla sua vita durante e dopo la schiavitù e sottolineò l'urgente necessità per i neri di riempire nuovi reggimenti “allo scopo di sostenere le stelle e le strisce e schiacciare la ribellione degli schiavisti”. Dopo una breve lettura di poesie e l'esecuzione musicale di una banda da concerto, i soci elessero una lista di dirigenti, che includeva la nomina di Bowser come uno dei vari vicepresidenti.

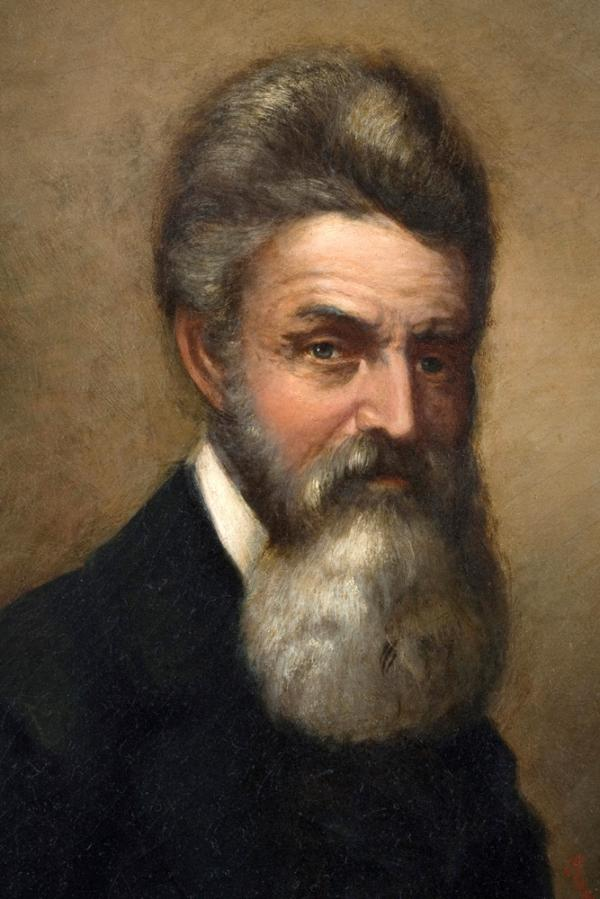
Ritratto di Bowser del 1865 dell'abolizionista John Brown. Anche se Brown morì nel 1859, i due si incontrarono nel rifugio della Underground Railroad di Bowser.

Nel 1865 Bowser dipinse anche un ritratto di Lincoln, lavorando su un'immagine del presidente che fu poi utilizzata per creare la banconota da cinque dollari dell'America post-Guerra Civile.

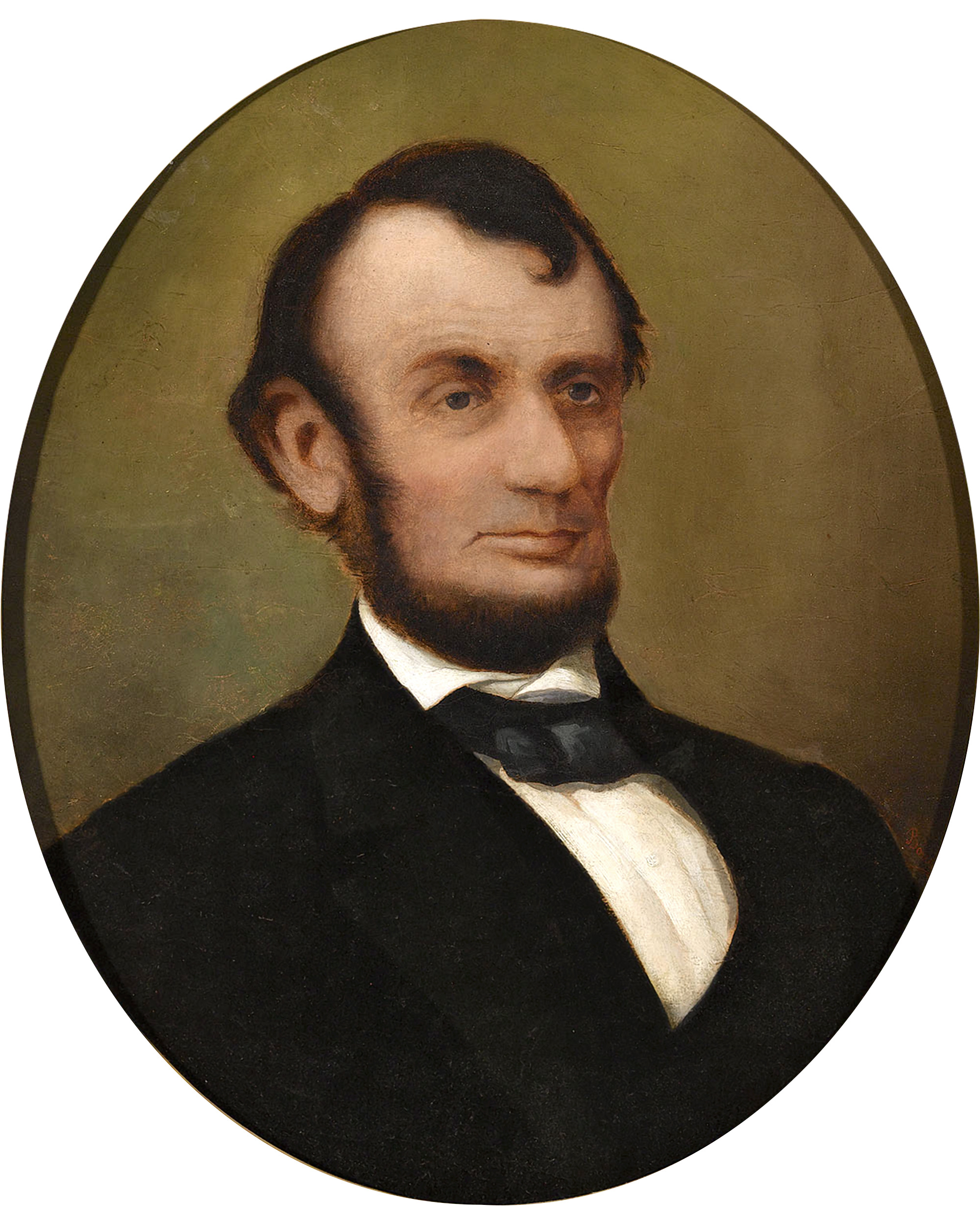
Ritratto del Presidente degli Stati Uniti Abraham Lincoln, 1865

## La vita nel dopoguerra
Nel dopoguerra Bowser continuò a impegnarsi con il Grand and United Order of Odd Fellows, diventando infine ufficiale del G.U.O. of O.F., e fu attivo anche con diversi altri ordini confraternali neri ma, dal punto di vista artistico, la sua creatività e la sua produttività furono limitate dall'incapacità di ottenere ulteriori commissioni importanti. Di conseguenza, lui e la moglie si dedicarono sempre più alla progettazione e alla produzione di stendardi e regalie organizzative.
Impegnato spesso nella comunità come leader civico, divenne sempre più attivo anche in politica. Nel 1867 fu incaricato dalla leadership della Pennsylvania Equal Rights League, insieme a William D. Forten e Octavius Valentine Catto, di rappresentare la Lega per ottenere “il passaggio di una legge attraverso la legislatura che proibisca l'esclusione di persone dai trasporti pubblici” in tutta la Pennsylvania “a causa della razza o del colore”. Ebbero successo.
Nel 1870 fu scelto per presiedere la “processione del giubileo” e l'“incontro di massa” che si svolse all'Horticultural Hall di Filadelfia il 26 aprile. Tra i presenti c'erano “membri della Union League e altri cittadini di spicco”, tra cui Lucretia Mott, Passmore Williamson e il giudice Paxson; il reverendo James A. Jones, che “aprì i lavori con una preghiera”; Robert Purvis, che pronunciò un discorso; Jacob C. White, Jr. che “lesse il proclama della ratifica del quindicesimo emendamento”; e l'onorevole Galusha A. Grow, Frederick Douglass, il generale Harry White e Alexander P. Colesberry, che successivamente pronunciarono discorsi formali. In seguito, il gruppo ha approvato una risoluzione che “riconosceva la Società antischiavista, il partito e la stampa repubblicana, la Lega per i diritti uguali, John Brown, Abraham Lincoln, Ulysses S. Grant, Charles Sumner, William Lloyd Garrison, Horace Greeley, Lucretia Mott e l'intero esercito di pionieri che hanno parlato o intrapreso azioni eroiche in nome del loro popolo oppresso, come tra le agenzie umane che hanno cristallizzato in legge la Dichiarazione per la quale i nostri padri sono morti; che consideravano il ripristino di questo privilegio come una rivendicazione del governo popolare, e che in esso venivano riconosciute le loro giuste rivendicazioni a tutte le franchigie concesse a qualsiasi altra classe di loro concittadini; che in futuro, come in passato, si troveranno dalla parte della lealtà e del patriottismo [con] un'adesione incrollabile al partito repubblicano”.
In qualità di vicepresidente della Pennsylvania Equal Rights League, Bowser fu anche tra coloro che motivarono i membri dell'organizzazione a incontrare il presidente Ulysses S. Grant alla Casa Bianca il 26 novembre 1872 “allo scopo ... di sollecitare su di lui l'importanza di raccomandare nel suo messaggio annuale al Congresso una richiesta simile al “Quindicesimo Emendamento”, raccomandando l'approvazione di leggi tali da richiedere che tutti i cittadini di questo Paese siano protetti dagli insulti e dagli oltraggi sulle strade della nazione, e garantiti in tutti i loro “diritti pubblici”, che tutti possano avere il pieno beneficio dell'incrollabile lealtà che, al prezzo spaventoso della vita e della sofferenza, abbiamo dato al nostro Paese; il pieno beneficio delle nostre tasse che paghiamo completamente, liberamente e senza compiacenze; che..... il Congresso [approverà] leggi che ci proteggeranno nel tentativo di esercitare e godere dei nostri diritti civili”.
Secondo un resoconto dell'edizione del 14 dicembre 1872 di The Weekly Louisianian, il gruppo “fu ricevuto molto cordialmente dal Presidente”; tuttavia, pur riconoscendo che “tutti i cittadini dovrebbero essere uguali sotto tutti gli aspetti” e che ulteriori protezioni per i loro diritti civili “devono arrivare”, Grant informò il gruppo che la loro richiesta “appartiene più propriamente alla prossima amministrazione”.
Nel 1875 Bowser citò in tribunale Alfred L. Jones di Baltimora per aver violato il suo brevetto di un'immagine cromolitografica che aveva progettato per gli Odd Fellows.

## Morte, sepoltura ed eredità
Bowser morì a Filadelfia il 30 giugno 1900 e fu sepolto nel Cimitero di Eden a Collingdale, in Pennsylvania.
Negli anni '40, una parte importante della sua eredità fu quasi oscurata per sempre quando le bandiere di battaglia originali della Guerra Civile da lui disegnate furono rimosse dal museo militare di West Point, dove erano conservate dal dopoguerra. Dopo che le bandiere furono gettate via, rimasero solo le sette immagini descritte sopra alla voce “Guerra civile americana”.

## Galleria d'immagini

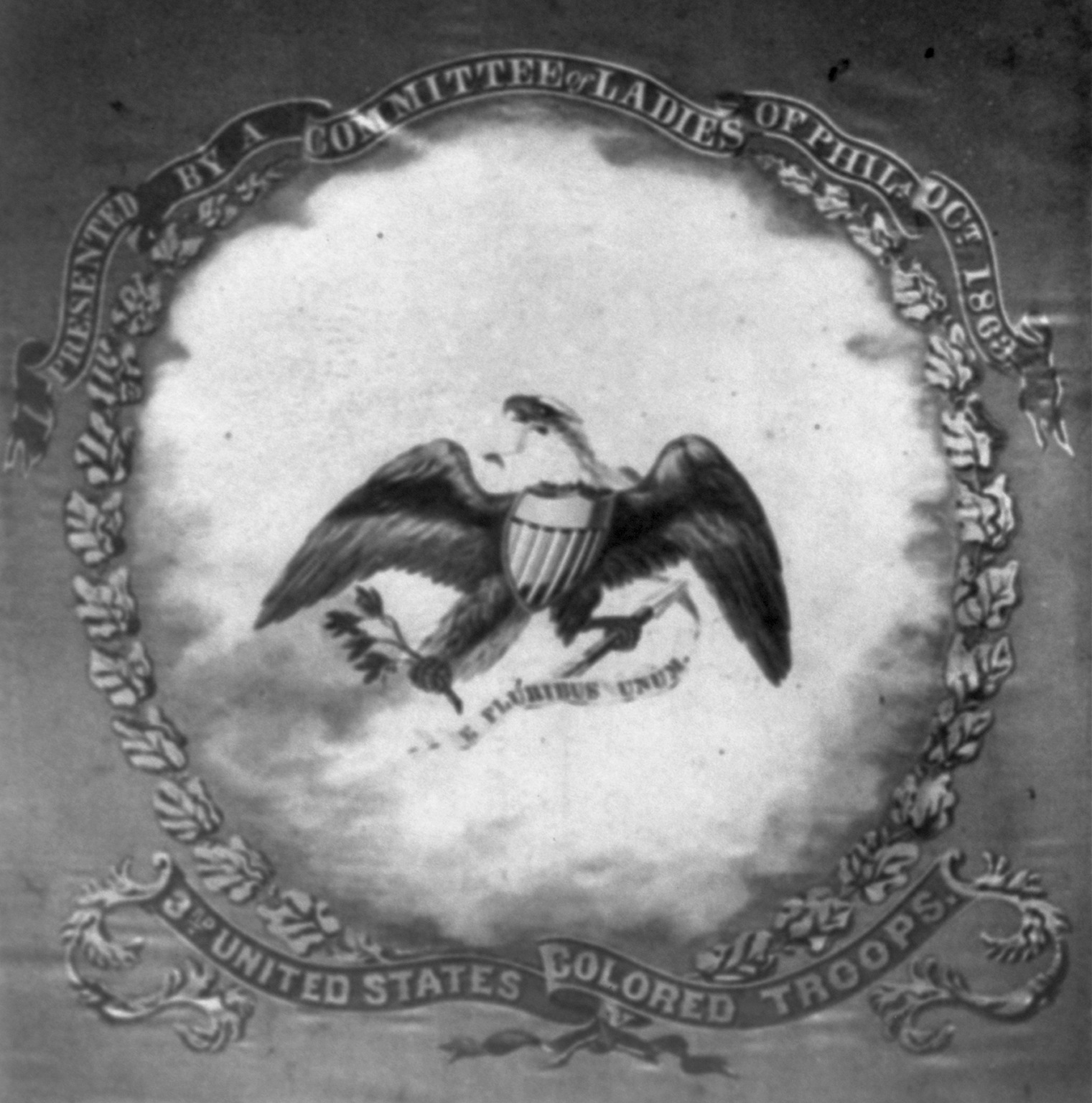
Stendardo, 3º Fanteria Colorata degli Stati Uniti (presentatore: "comitato di signore di Phil ottobre 1863")
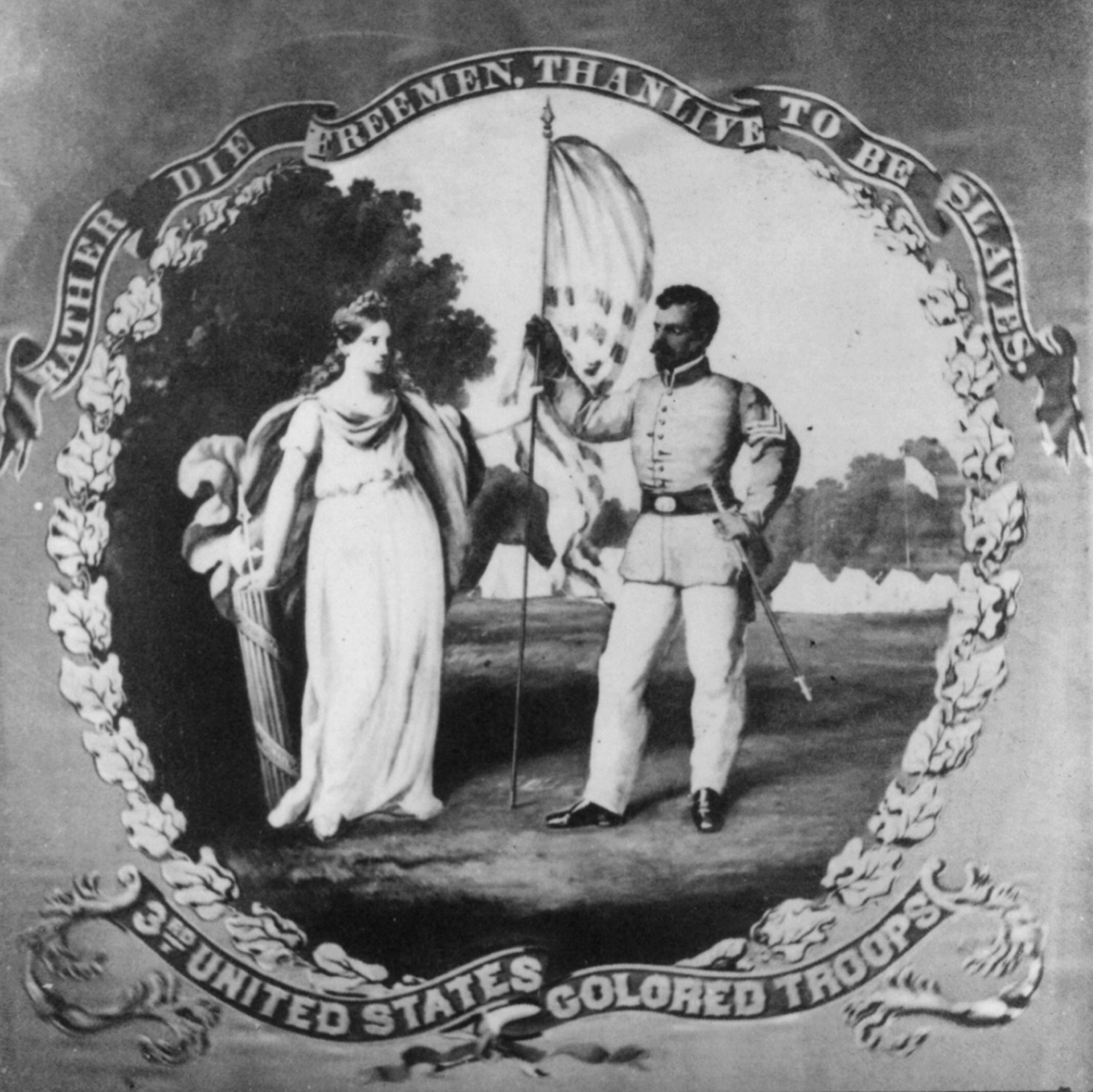
Bandiera di battaglia del 3º Fanteria Colorata degli Stati Uniti, 1863
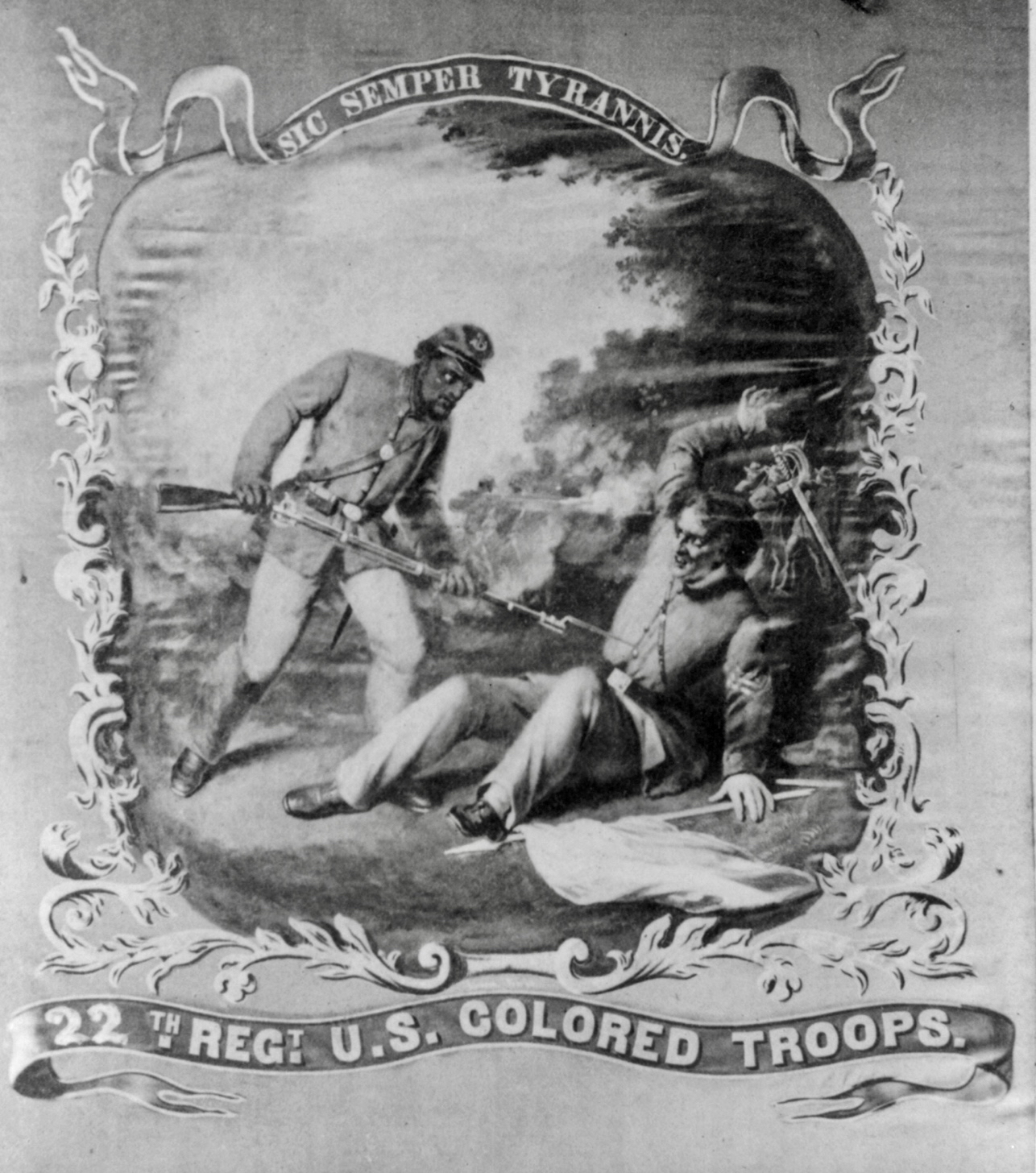
Bandiera di battaglia, 22º Fanteria Colorata degli Stati Uniti, 1863
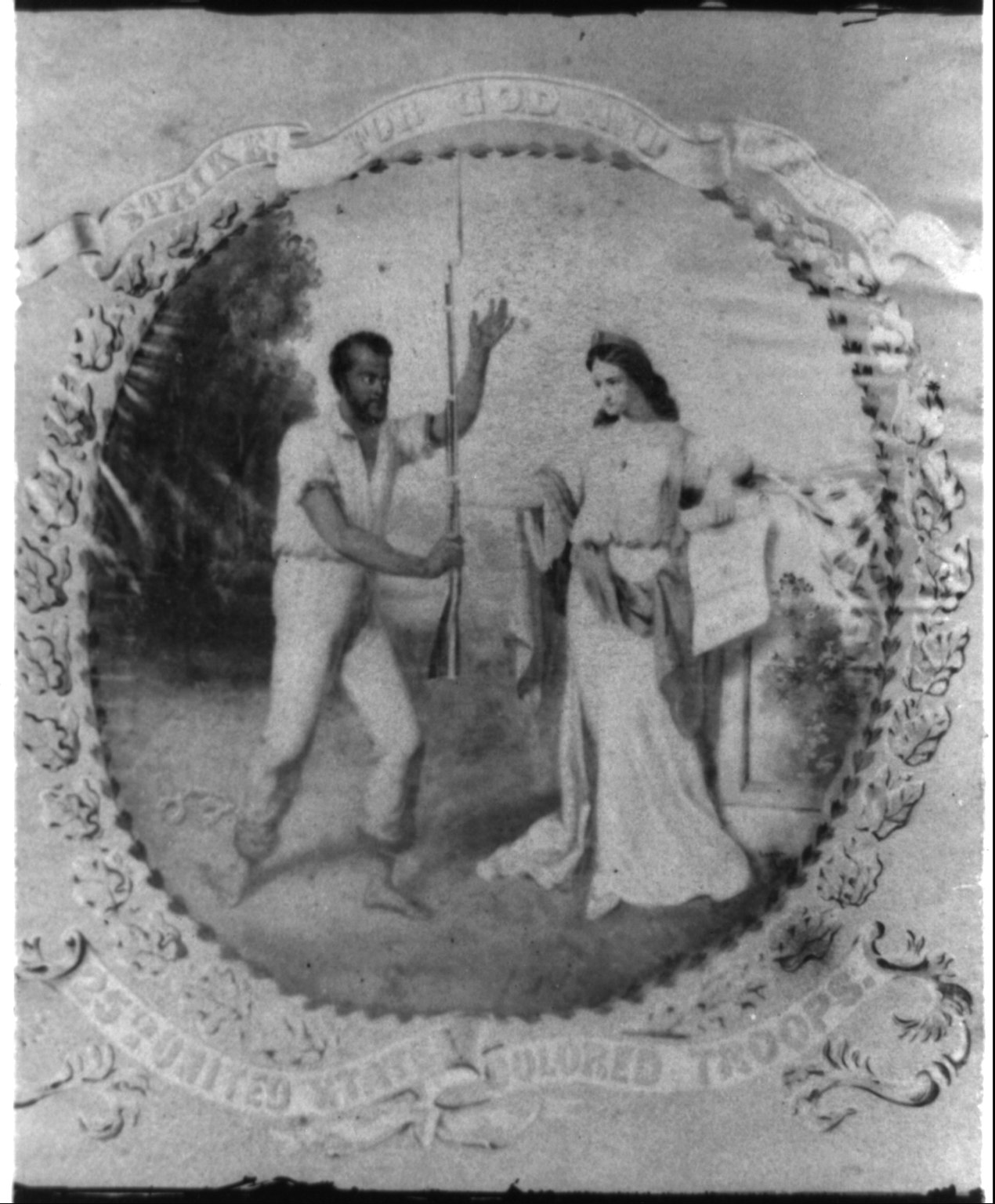
Bandiera di battaglia, 25º Fanteria Colorata degli Stati Uniti, 1864
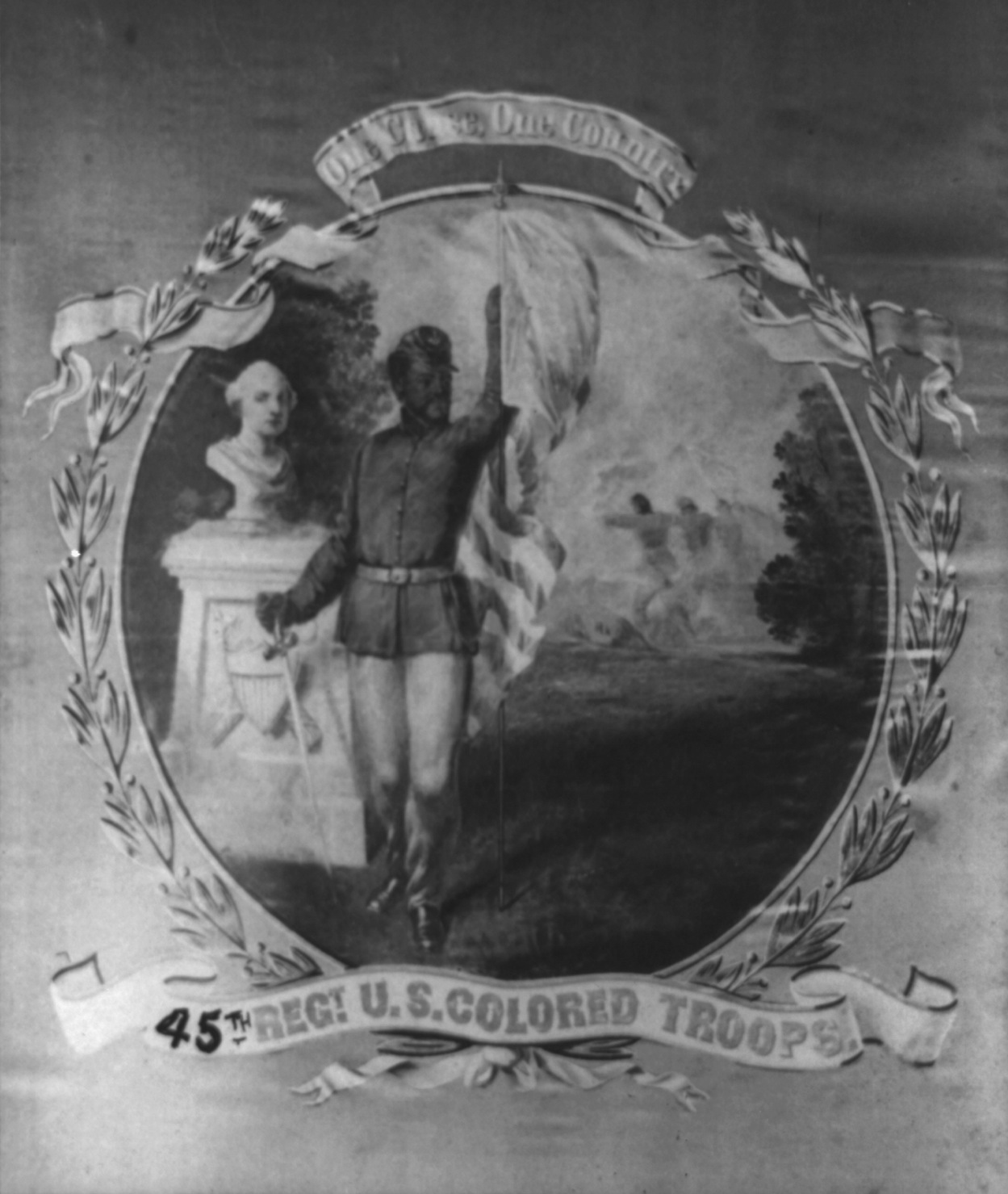
Bandiera di battaglia, 45º Fanteria Colorata degli Stati Uniti, 1863
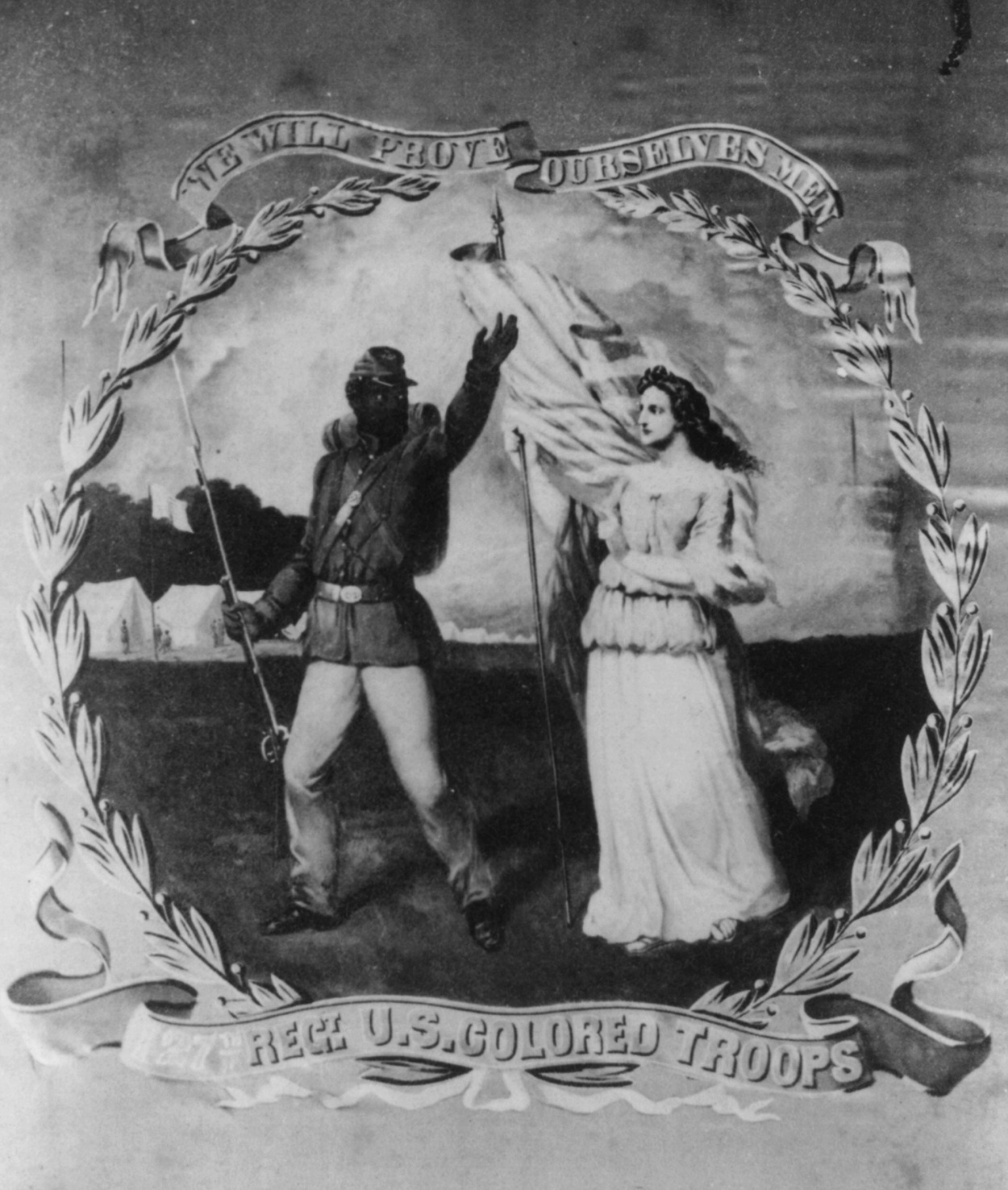
Bandiera di battaglia, 127º Fanteria Colorata degli Stati Uniti, 1863
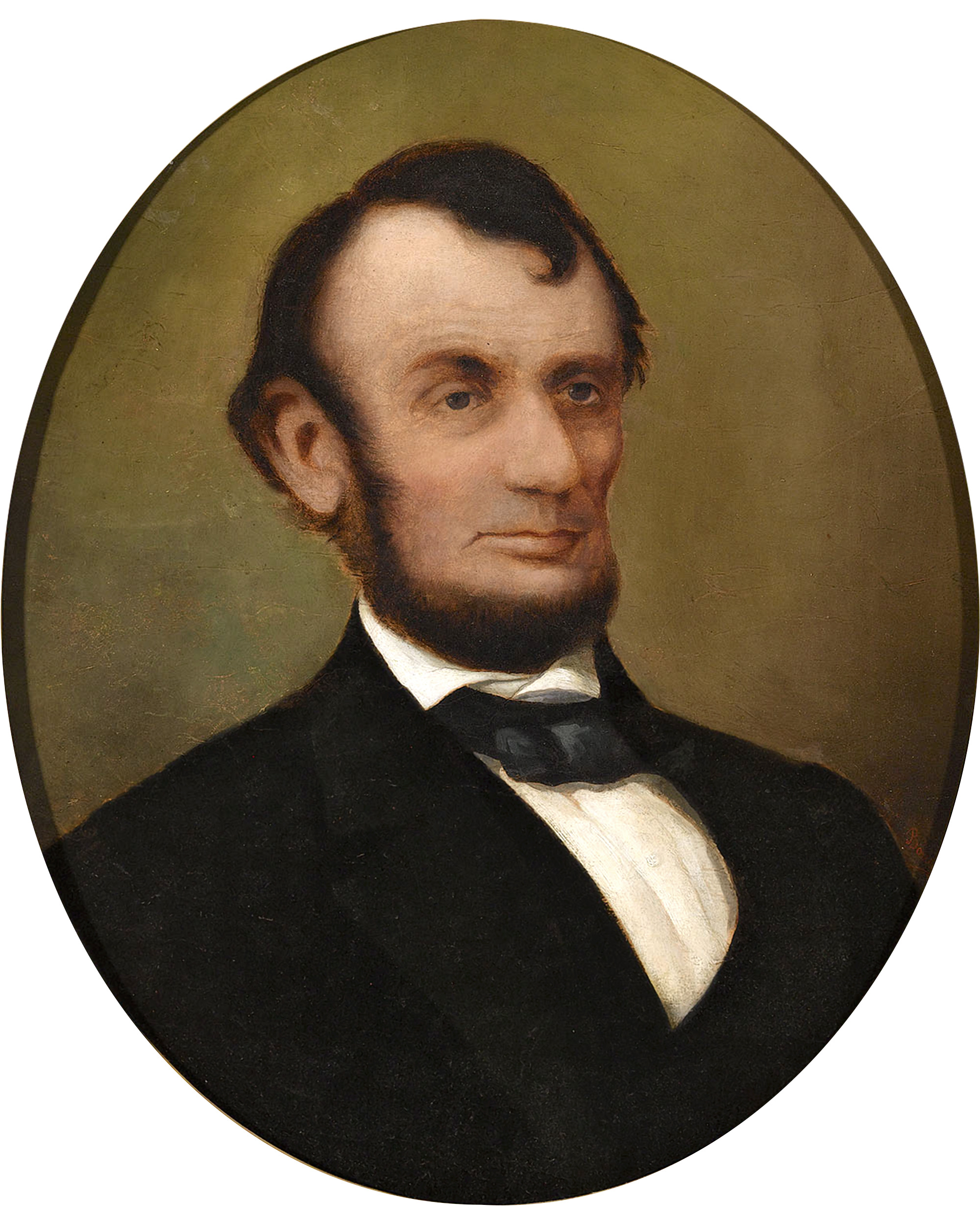
Ritratto del Presidente degli Stati Uniti Abraham Lincoln, 1865
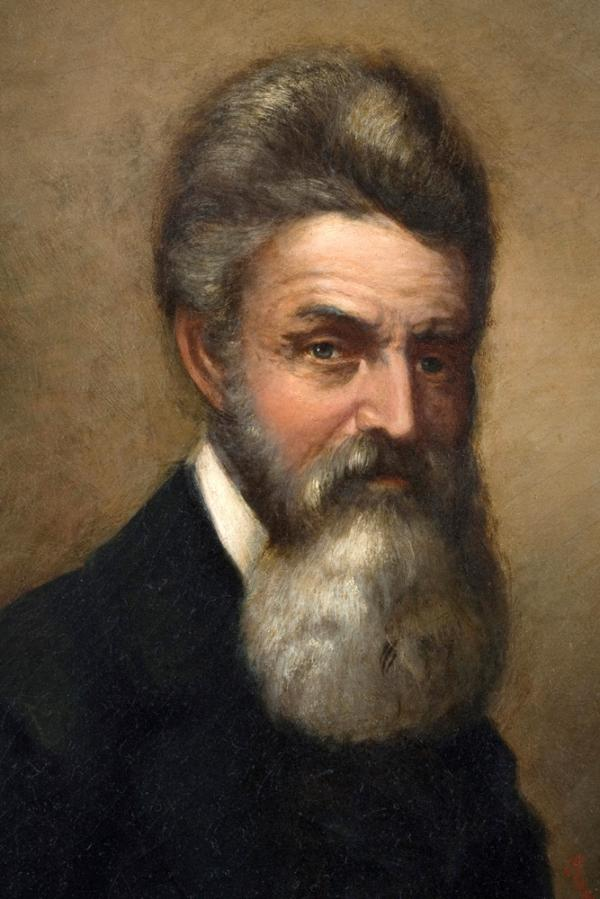
Ritratto dell'abolizionista John Brown, 1865